# Pardosa muzkolica
Pardosa muzkolica är en spindelart som beskrevs av Vladimir S. Kononenko 1978. Pardosa muzkolica ingår i släktet Pardosa och familjen vargspindlar. Inga underarter finns listade i Catalogue of Life.